# Richtergut
Der Begriff Richtergut bezieht sich auf eine Form der landwirtschaftlichen Nutzung, bei der ein Gut (ein Anwesen, das für den landwirtschaftlichen Betrieb genutzt wird) von einem Richter der niederen Gerichtsbarkeit (landschaftlich auch als Schultheiß bezeichnet) bewirtschaftet wurde. 

## Hintergrund
Das Richteramt und damit auch die Verbindung zwischen dem Amt und einem landwirtschaftlichen Gut (Richtergut) gibt es in Deutschland seit dem Mittelalter. Im Mittelalter waren viele Richter auf dem Land tätig und betrieben neben ihrer Tätigkeit als Richter auch eine landwirtschaftliche Nutzung. Das Richteramt und das Richtergut waren in dieser Zeit eng miteinander verbunden und bildeten oft eine Einheit.
Das Richteramt und damit auch das Richtergut waren in der Regel an die Person des Richters gebunden. Das Amt und der damit verbundene Besitz (das Richtergut) konnte nur unter bestimmten Voraussetzungen an eine andere Person übertragen werden. In einigen Fällen wurde das Richteramt und das Richtergut an einen Nachfolger weitergegeben, zum Beispiel an einen Sohn oder einen anderen Verwandten. Dies war jedoch nur möglich, wenn der Nachfolger die entsprechenden fachlichen und persönlichen Voraussetzungen erfüllte und das Amt auch tatsächlich übernehmen wollte. In anderen Fällen wurde das Richtergut verkauft, wenn der Richter aus dem Amt ausschied, verstarb oder das Gut nicht mehr selbst bewirtschaften wollte.
Mit der zunehmenden Industrialisierung und der damit verbundenen Urbanisierung verloren viele Richtergüter an Bedeutung und wurden aufgegeben. Im Kaisertum Österreich wurden die Ortsrichter nach der Revolution von 1848/1849 von den Vorstehern abgelöst.

## Bekannte Richtergüter
- Richtergut (Leukersdorf)
- Friedersdorf
- Richtergut Cunnersdorf[1]
- Richtergut zu Kahla (Görne)[2]
- Richtergut Kleindehsa[3]